# كالوسو (إيطاليا)
كالوسو هي بلدية في مدينة تورينو الحضرية، في منطقة بيمنتة الإيطالية، وتقع على بعد 30 كيلومتر (19 ميل) شمال شرقتورينو.

## نبذة
تقع كالوسو على حدود البلديات التالية: سان جورجيو كانافيزي، وكانديا كانافيزي، وبارون كانافيزي، وماري، وفوغليزو، ومونتانارو، وشيفاسو.
و بفضل الموقع الجغرافي المميز والمناخ الخاص للمنطقة في إنتاج النبيذ الأبيض، ولا سيما نبيذ "Erbaluce di Caluso" و "Caluso Passito". وتعد المدينة مقر قبو النبيذ الإقليمي في مقاطعة تورينو ومعهد الدولة المهني للزراعة والبيئة«كارلو أوبيرتيني».

## المدن التوأم - المدن الشقيقة
- Brissac-Quincé, France

## روابط خارجية
- www.localport.it/caluso_online/home/hp_calusonline.asp